# Wersbecke
Wersbecke ist ein Ortsteil der Gemeinde Schalksmühle im Märkischen Kreis im Regierungsbezirk Arnsberg in Nordrhein-Westfalen (Deutschland).

## Lage und Beschreibung
Der Wohnplatz liegt östlich der Bundesautobahn 45 nördlich der Anschlussstelle Lüdenscheid-Nord auf dem Höhenzug zwischen den Tälern der Sterbecke und des Nahmerbachs. Eine örtliche Verbindungsstraße verbindet den Ort mit Winkeln und der Landesstraße 692.
Weitere Nachbarorte auf dem Gemeindegebiet sind Rehweg, Vormwald, Mesekendahl, Brake, Sterbecke, Worth, Kuhlenkeppig und Schnarüm.

## Geschichte
Wersbecke wurde in der zweiten Hälfte des 19. Jahrhunderts errichtet und war Teil der Gemeinde Hülscheid im Amt Lüdenscheid im Kreis Altena. Der Ort ist auf der Preußischen Neuaufnahme von 1892 auf Messtischblättern der TK25 als Wersbach verzeichnet, auf späteren Ausgaben als Wersbecke.

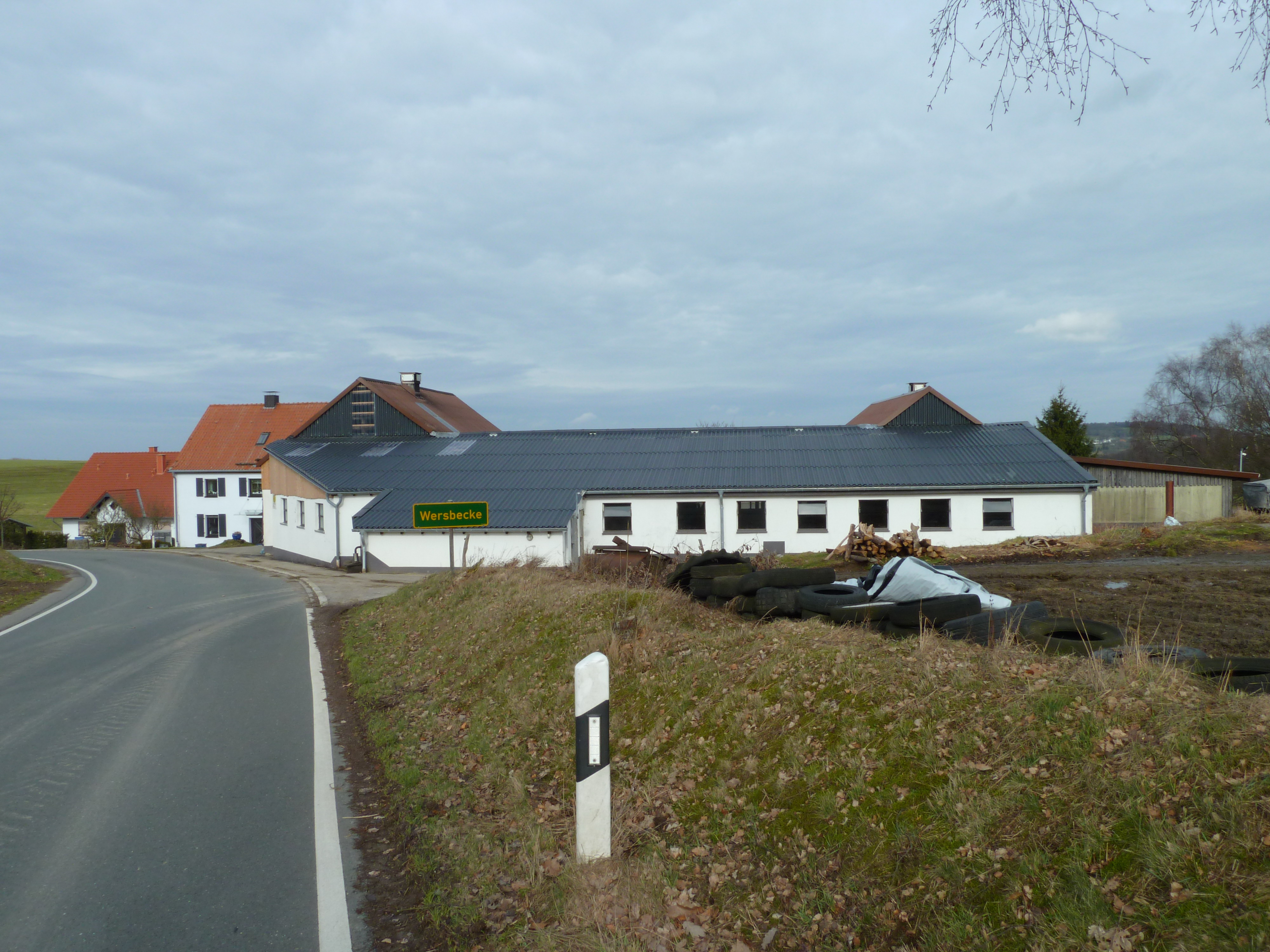
Ortsansicht von Wersbecke

Die Gemeinde- und Gutbezirksstatistik der Provinz Westfalen führt 1871 den Ort unter dem Namen Wersbach als Etablissement mit einem Wohnhaus und acht Einwohnern auf.  Das Gemeindelexikon für die Provinz Westfalen von 1887 gibt für Wersbach eine Zahl von acht Einwohnern an, die in einem Wohnhaus lebten. 1895 besitzt der Ort ein Wohnhaus mit vier Einwohnern, 1905 werden ein Wohnhaus und sechs Einwohner angegeben.
1969 wurden die Gemeinden Hülscheid und Schalksmühle zur  amtsfreien Großgemeinde (Einheitsgemeinde) Schalksmühle im Kreis Altena zusammengeschlossen und Wersbecke gehört seitdem politisch zu Schalksmühle, das 1975 auf Grund des Sauerland/Paderborn-Gesetzes Teil des neu geschaffenen Märkischen Kreises wurde.
1971 wurde die direkt am Ort vorbeitrassierte Bundesautobahn 45 eröffnet.